# Nerses Bedros XIX Tarmouni
Nerses Bedros XIX Tarmouni (armeniska: Ներսէս Պետրոս ԺԹ. Թարմունի), född 17 januari 1940 i Kairo, död 25 juni 2015 i Beirut, Libanon, var den armenisk-katolska kyrkans patriark från 1999 fram till sin död 2015.
Efter skolgång vid Les Collèges des Frères des Ecoles Chrétiennes i Kario, kände han sig i unga år kallad att bli präst. Därför började han 1958 vid Collège Pontifical Léonien Arménien de Rome i Rom, och studerade filosofi och teologi vid Université Pontificale Grégorienne där. 1965 prästvigdes han av Raphael Bayan, varpå han tjänstgjorde vid  den katolska katedralen i Kairo under Hovhannes Bedros som 1982 blev patriark. Nerses Bedros blev sedermera pastor i Heliopolis, Kairo, en befattning han hade när han 1990 konsekrerades till biskop över Iskanderiya av patriark Hovhannes Bedros. Sedan patriarken gått i pension, blev Nerses Bedros hans efterträdare som Armenisk-katolska kyrkans patriark och tillträdde i den befattningen 13 oktober 1999.
Nerses Bedros deltog 12 april 2015 vid den högmässa i Peterskyrkan som påve Franciskus ledde för att hedra hundraårsminnet av armeniska folkmordet och utlysningen av Gregorios av Narek som Katolska kyrkans kyrkolärare. Han åtföljdes till Rom och den historiskt ekumeniska ceremonin av Karekin II och Aram I.
Krikor Bedros XX Gabroyan efterträdde honom som patriark i juli 2015.